# エレオノーラ・フォン・エスターライヒ

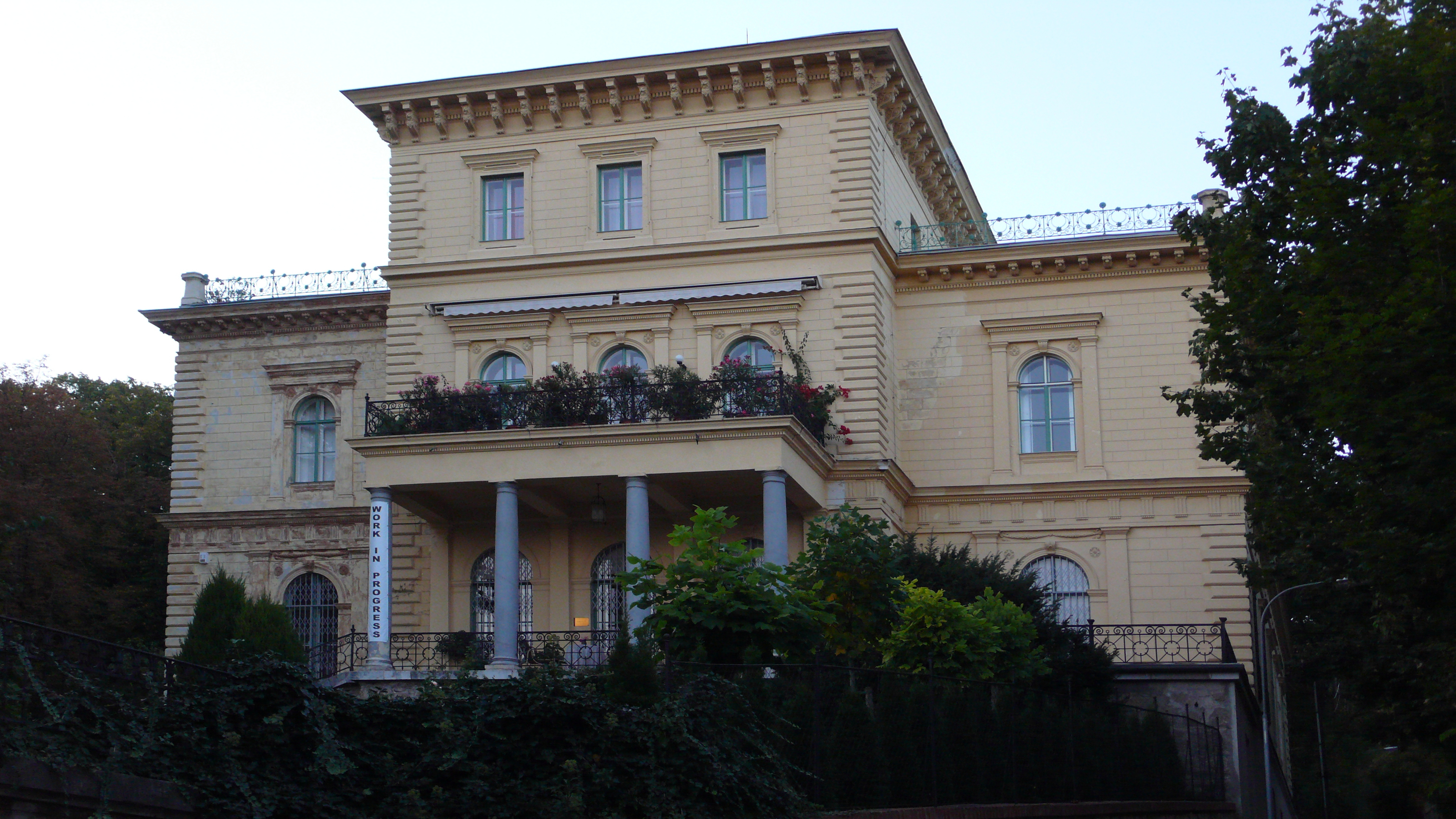
クロス夫妻の邸宅ヴィラ・ライナー

エレオノーラ・フォン・エスターライヒ（Eleonora Erzherzogin von Österreich, 1886年11月28日 - 1974年5月26日）は、オーストリア皇帝家の分家テシェン公爵家の公女。貴賤結婚により皇族の身分を失った。全名はエレオノーラ・マリア・インマクラータ・クリスティーナ・ヨーゼファ・ゾステネジア（Eleonora Maria Immakulata Christina Josepha Sosthenesia）。

## 生涯
二重帝国海軍の提督を務めるカール・シュテファン大公と、その妻でハプスブルク＝トスカーナ家出身のマリア・テレジア大公女の間の第1子、長女として、ポーラで生まれた。父の海軍勤務の関係でイストリア半島で育ったが、一家は1907年よりガリツィアのザイブッシュに本拠を移した。父の意向で妹たちと一緒に語学に特化した教育を受け、家庭教師によりドイツ語（母語）、イタリア語、英語、フランス語、ポーランド語を教わった。
15歳の時、父の所有するヨットの船長の息子アルフォンス・フォン・クロス（Alfons von Kloss, 1880年 - 1953年）と恋仲になった。父はエレオノーラをポーランド人大貴族の子息と縁組させるつもりだったが、娘の根気に負け、2人の結婚に認可を与えてくれるように家長の皇帝フランツ・ヨーゼフ1世に願い出た。皇帝はこの身分違いの結婚に許可を与えた。エレオノーラの婚礼は1913年1月9日にザイブッシュにおいて、末の妹メヒティルディスの結婚式の挙行される2日前に地味な形で行われた。エレオノーラは結婚に際して皇族としての称号をすべて放棄せねばならなかったため、結婚後はエレオノーラ・フォン・クロス（Eleonora von Kloss）と名乗った。夫妻は間に7男1女をもうけた。
夫のクロスは二重帝国海軍において少佐を勤め、第1次世界大戦にも従軍した。第1次大戦後、両親と弟妹全員（末弟ヴィルヘルムを除いて）がポーランドに帰化したのに対し、エレオノーラは夫や子供たちと一緒にオーストリアに留まった。一家はエレオノーラが義理の大叔父ライナー大公から相続したバーデン・バイ・ウィーンの邸宅ヴィラ・ライナー（Villa Rainer）で暮らした。エレオノーラの息子たちは第2次世界大戦中、アンシュルスの関係でドイツ国防軍に所属して従軍した。4男のアルフォンスは駐ワシントンオーストリア大使館で駐在武官を勤めた。